# André Jolivet
André Jolivet (Pariz, 8. kolovoza 1905. – Pariz, 20. prosinca 1974.), francuski skladatelj.
Skladao je prvo atonalno, zatim modalno. Pronašao je nove zvučne i dinamičke mogućnosti služeći se elektroakustičkim, pa i egzotičnim elementima i glazbenim sredstvima. Skladao je filmsku i scensku glazbu.

## Djela
- "Dolores"
- "Četiri istine"
- "Nepoznata"
- "Ariadna"
- "Kozmofonija"